# Explorer-Serie
Die Explorer-Serie bezeichnet eine aus fünf Einheiten bestehende Serie von Mehrzweckfrachtschiffen.

## Geschichte
Der Schiffstyp wurde vom dänischen Schiffsarchitekturbüro Carl Bro entworfen. Er basiert dabei auf den Schiffen der ebenfalls von Carl Bro entworfenen Confidence-Serie.
Die Schiffe wurden auf der chinesischen Werft Dalian Shipyard in Dalian für die dänische Reederei Clipper gebaut. Der Bau der Serie begann mit dem ersten Stahlschnitt für das Typschiff am 28. Januar 1999. Die Schiffe wurden zwischen Juni 2000 und Januar 2001 an die zum 1. Juli 1999 aus dem Zusammenschluss der Reedereien Clipper und Elite Shipping entstandene Reederei Clipper Elite Carriers abgeliefert.

## Beschreibung
Die Schiffe werden von einem Zweitakt-Achtzylinder-Dieselmotor des Typs Wärtsilä 8L46B mit 7800 kW Leistung angetrieben. Der Motor wirkt über ein Untersetzungsgetriebe auf einen Verstellpropeller. Die Schiffe sind mit einem mit 900 kW Leistung angetriebenen Bugstrahlruder ausgestattet. Für die Stromerzeugung stehen ein vom Hauptmotor mit 900 kW Leistung angetriebener Leroy-Somer-Wellengenerator sowie drei von Cummins-Dieselmotoren mit jeweils 608 kW Leistung angetriebene Stamford-Generatoren zur Verfügung. Weiterhin wurde ein von einem Dieselmotor angetriebener Notgenerator verbaut.
Die Schiffe verfügen über drei größtenteils kastenförmige Laderäume. Laderaum 1 verjüngt sich im vorderen Bereich. Die Laderäume sind mit Stapellukendeckeln verschlossen. Sie können mit Zwischendecks in der Höhe unterteilt werden. Die Zwischendecks können auf zwei Höhen eingehängt werden. Laderaum 2 kann auch durch Querschotten horizontal unterteilt werden. Die Tankdecke in Laderaum 1 und 3 kann mit 15 t/m² und in Laderaum 2 mit 20 t/m² belastet werden. Lukendeckel, Zwischendeck und Wetterdeck können mit 3 t/m² belastet werden. Die Schiffe sind auf der Backbordseite mit zwei Liebherr-Schwergutkranen ausgestattet, die jeweils 150 t heben können.
Die Schiffe sind für den Transport von Containern vorbereitet. Die Schiffe können 20-, 40- und 45-Fuß-Container laden. Die Containerkapazität beträgt 901 TEU. Bei homogener Beladung mit 14 Tonnen schweren Containern können 550 TEU geladen werden. Für Kühlcontainer stehen 176 Anschlüsse zur Verfügung. In Laderaum 1 können vier 20-Fuß-Container hintereinander und bis zu sechs Container nebeneinander in bis zu vier Lagen geladen werden. In Laderaum 2 können acht 20-Fuß-Container hintereinander und sechs Container nebeneinander und in Laderaum 3 zwei 20-Fuß-Container hintereinander und sechs Container nebeneinander in jeweils vier Lagen übereinander geladen werden. An Deck können 16 20-Fuß-Container hintereinander geladen werden, 14 auf den Lukendeckeln und zwei zwischen Laderaum 3 und dem Deckshaus. Es können bis zu acht Container nebeneinander in bis zu sieben Lagen übereinander geladen werden.
Das Deckshaus ist weit hinten angeordnet. An Bord stehen 13 Einzelkabinen sowie 4 Doppelkabinen zur Verfügung. Die übliche Besatzungsstärke beträgt 12 Personen. Auf der Steuerbordseite befindet sich neben dem Deckshaus ein Freifallrettungsboot.
Der Rumpf der Schiffe ist eisverstärkt (Eisklasse 1C).

## Schiffe
| Explorer-Serie | Explorer-Serie | Explorer-Serie | Explorer-Serie                                   | Explorer-Serie |
| Bauname        | Bau- nummer    | IMO- Nummer    | Kiellegung Stapellauf Ablieferung                | Umbenennungen und Verbleib |
| -------------- | -------------- | -------------- | ------------------------------------------------ | --- |
| CEC Atlas      | MC 120-1       | 9214551        | 7. Mai 1999 8. November 1999 9. Juni 2000        | 2001: Industrial Atlas, 2002: Atlas, 2002: TMC Atlas, 2003: Nirint Atlas, 2004: Beluga Intonation, 2005: Nirint Atlas, 2007: Beluga Intonation, 2011: HR Intonation, 2015: Karadeniz Powership Yasin Bey |
| CEC Apollon    | MC 120-2       | 9214563        | 8. November 1999 14. Februar 2000 2. August 2000 | 2004: Beluga Indication, 2006: Nirint Iberia, 2007: Beluga Indication, 2011: HR Indication, 2013: HHL Indication, 2014: HR Indication, 2015: Karadeniz Powership Gökhan Bey                              |
| CEC Atlantic   | MC 120-3       | 9214575        | 2. Juni 2000 18. Oktober 2000                    | 2003: Nirint Pride, 2010: OXL Fakir, 2011: Nirint Spirit, 2012: Falshoeft, 2014: Scorpio, ab Ende 2014 in Alang verschrottet                                                                             |
| CEC Anax       | MC 120-4       | 9214587        | 14. April 2000 10. Juli 2000 5. Januar 2001      | 2002: Beluga Inspiration, 2006: S. Fighter, 2010: Onego Fighter, 2010: Kampen, 2010: OXL Emir, 2012: Kampen, 2014: ESI Anax, 2019: Team, 2019 in Alang verschrottet                                      |
| CEC Arctic     | MC 120-6       | 9214604        | 2. Juni 2000 18. September 2000 12. Januar 2001  | 2001: Beluga Independence, 2007: Nirint Force, 2009: Obsession, 2009: Stinnes Passat, 2010: Keitum, 2010: Nirint Canada, 2012: Keitum, 2014: ESI Arctic, 2024: Blue Gold                                 |

Die Schiffe kamen unter der Flagge der Bahamas mit Heimathafen Nassau in Fahrt.

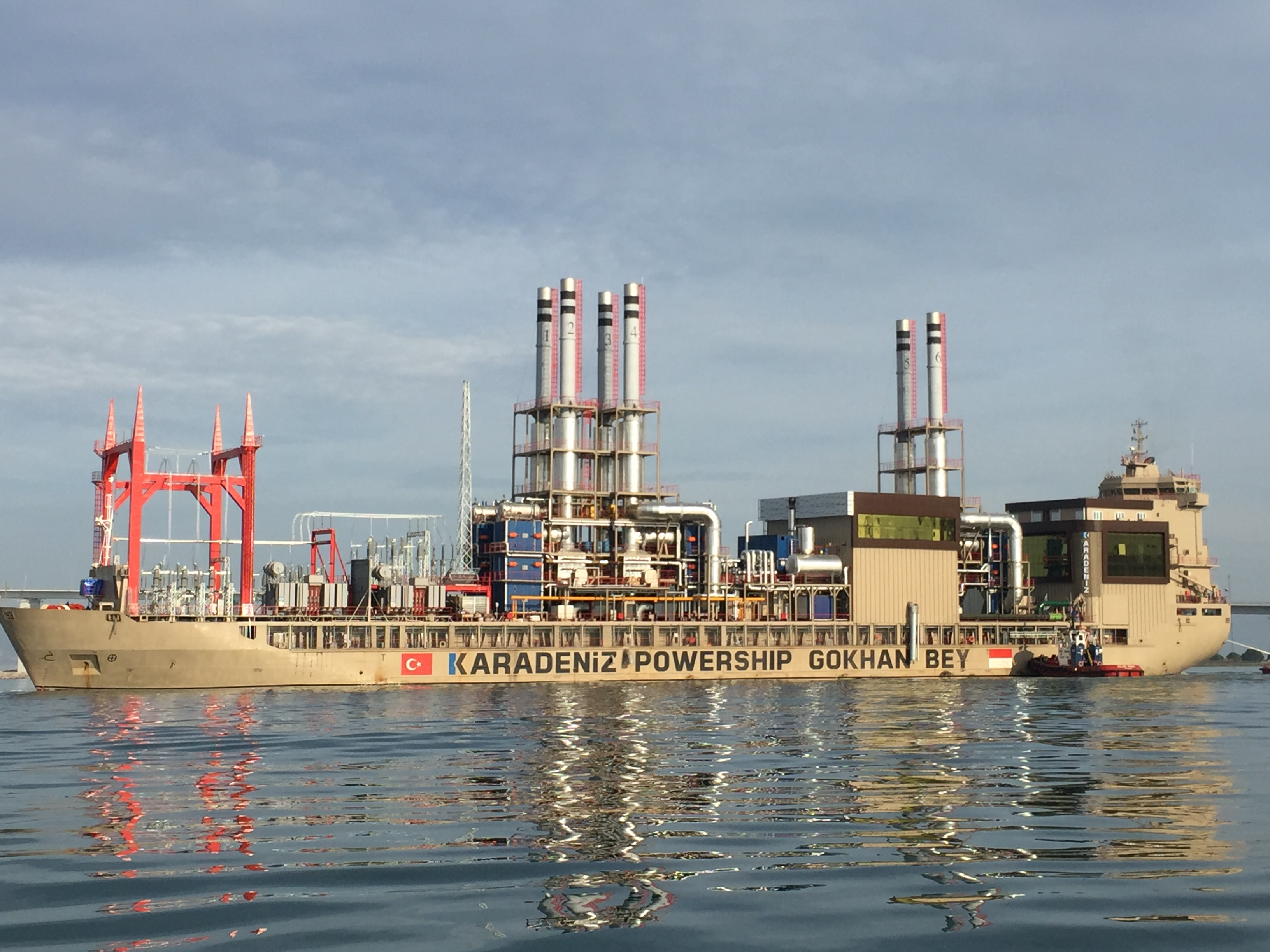
Kraftwerksschiff Karadeniz Powership Gökhan Bey

Die als CEC Atlas und als CEC Apollon gebauten Schiffe wurden 2007 auf der Werft MWB Motorenwerke Bremerhaven umgebaut und um rund 27 m verlängert. Bei dem Umbau wurden die drei Laderäume zu einem Laderaum umgebaut und die Krane durch zwei NMF-Krane, die jeweils 350 t heben können, ersetzt sowie im hinteren Bereich des Laderaums auf der Steuerbordseite ein weiterer NMF-Krane mit einer Hebekapazität von 150 t installiert.
Beide Schiffe wurden 2015 umfangreich zu schwimmenden Kraftwerken des türkischen Kraftwerkschiffsbetreibers Karpowership umgebaut.